# 歐洲七鰓鰻
欧洲七鳃鳗（学名：Lampetra fluviatilis）是七鳃鳗属下的一种生物，广泛分布于地中海北部至北欧的咸、淡水域。海生个体长25—40（9.8—15.7英寸），淡水个体长最多28（11英寸）。普氏七鳃鳗和它很像，但欧洲七鳃鳗身体略长，而且腹鳍间距也更大。

## 與人類的關係
歐洲七鰓鰻亦是一种美食，欧洲的上流社会从中世纪开始就视其为珍馐。文献记载英格兰国王亨利一世爱吃歐洲七鰓鰻，结果有一次在诺曼底吃了太多的歐洲七鰓鰻后死去。直到今天，在南欧的一些国家（法国、西班牙、葡萄牙等），歐洲七鰓鰻仍然是一道昂贵的名菜。由于过度捕捞，欧洲的七鳃鳗数量一直在减少。西班牙更於2018年8月宣布歐洲七鳃鳗已從自己的國家的領土上正式滅絕。韩国人同样也有食用七鳃鳗。

## 扩展阅读
- Goodwin, C. E.; Dick, J. T. A.; Rogowski, D. L.; Elwood, R. W. . Ecology of Freshwater Fish. December 2008, 17 (4): 542–553. doi:10.1111/j.1600-0633.2008.00305.x.